# Giuseppe Antonio Bottaro
Giuseppe Antonio Bottaro (Siracusa, 21 ottobre 1933 – 27 dicembre 1972) è stato un politico italiano, subentrato come primo dei non eletti al dimissionario compagno di partito Pancrazio De Pasquale.